# Diogo Gonçalo Baptista Pires
Diogo Gonçalo Baptista Pires (sinh ngày 7 tháng 5 năm 1993) là một cầu thủ bóng đá người Bồ Đào Nha thi đấu cho Oriental ở vị trí tiền vệ.

## Sự nghiệp bóng đá
Ngày 5 tháng 8 năm 2012, Pires có màn ra mắt cho Atlético trong trận đấu tại Cúp Liên đoàn bóng đá Bồ Đào Nha 2012–13 trước Sporting Covilhã, anh vào sân thay cho Carlos André (phút thứ 84).